# Valoració del blanc
En tota anàlisi volumètrica, que és un tipus de mètode d'anàlisi químic que consisteix en poder calcular la concentració desconeguda d'un reactiu conegut, es realitza una valoració del blanc.
En tota valoració s'utilitza un dissolvent, que sol ser aigua, i un indicador per a assegurar-nos que ni el dissolvent ni l'indicador consumeixin part de la substància que anem a valorar. Es basa en agafar el dissolvent i agregar-li unes gotes d'indicador, seguidament li afegim l'agent valorant fins que el dissolvent canviï de color. Els mL consumits els haurem de restar dels mL consumits de la valoració de l'analit, ja que aquests primers seràn el marge d'error i de consum que té l'indicador i el dissolvent.